# Korea himnusza
A koreai császárság himnusza (koreaiul: 대한제국 애국가, Tehan Cseguk Egukka (Daehan Jeguk Aegukga), vagyis a „Nagy Koreai Császárság himnusza”) a Koreai Császárság himnusza volt az 1900-as évek elején. Ez volt az első és egyetlen himnusz, ami az egységes Koreához köthető.

## Története
A nemzeti himnusz megírására 1901-ben adott megbízást Kodzsong (Gojong) császár. A himnusz szövegét Min Jonghvan (Min Young-hwan), dallamát a japán himnuszt is komponáló német Franz Eckert szerezte Németországban a dal szövegét öt különböző fordításban (koreaiul, németül, angolul, kínaiul és franciául) adták ki. A dal első nyilvános előadására 1902. szeptember 9-én, Kodzsong császár születésnapi ünnepségén került sor.
A dal azonban nem vált széles körben ismertté. Az 1905-ös japán–koreai protektorátusi egyezmény értelmében az állam előbb gyarmatává vált a Japán Birodalomnak, majd 1910-ben teljesen annektálta annak területét. Ettől kezdve egészen 1945-ig a Kimi ga jo lett az állam hivatalos himnusza.

## Szövege
| Eredeti koreai szöveg | Modern koreai átirat | Angol szöveg |
| --- | --- | --- |
| 上帝상뎨는 우리 皇帝황뎨를 도으ᄉᆞ 聖壽無疆셩슈무강ᄒᆞᄉᆞ 海屋籌ᄒᆡ옥듀를 山산갓치 ᄡᆞ으시고 威權위권이 寰瀛환영에 ᄯᅳᆯ치사 五千萬歲오쳔만셰에 福祿복녹이 一新일신케 ᄒᆞ소셔 上帝상뎨는 우리 皇帝황뎨를 도우소셔 | 상제여, 우리 황제를 도우소서. 성수무강하사 해옥주를 산같이 쌓으시고 위세와 권력이 천하에 떨치사 오천만 국민에게 새롭게 번영이 있게 하소서. 상제여, 우리 황제를 도우소서. | May God save our emperor. Long live the emperor While hermits raise their houses with yearly coming twigs. Keeping his power and influence on the world May his happiness forever be renewed for fifty million years. May God save our emperor. |